# ويندورا
ويندورا هي بلدة، في أستراليا، تقع في كوينزلاند، بلغ عدد سكانها 115  نسمة وذلك حسب إحصائيات سنة 2016، رمزها البريدي هو 4481.